# Ястребово (Наро-Фоминский район)
Ястребово — деревня в Наро-Фоминском районе Московской области, входит в состав муниципального образования Городское поселение Верея. Численность постоянно проживающего населения — 94 человека на 2006 год, в деревне числятся 3 улицы. До 2006 года Ястребово входило в состав Симбуховского сельского округа.
Деревня расположена в западной части района, у истока безымянной речки, правого притока Протвы, в 2 км к юго-западу от города Верея, высота центра над уровнем моря 192 м. Ближайшие населённые пункты — Дубки в 200 м на юго-запад и Волково в 500 м на юг.